# Joseph Serchuk
Joseph Serchuk (1919 – 6. listopadu 1993, Tel Aviv) byl během druhé světové války velitelem židovské partyzánské jednotky v okolí polského města Lublin. Po válce svědčil u soudů s nacisty a získal zvláštní uznání od státu Izrael.
Po zabití jeho rodičů a ostatních rodinných příslušníků v ghettu roku 1941, byl Josef a jeho bratr David odveden do vyhlazovacího tábora Sobibor, avšak už po jednom dni stráveném v táboře uprchl i se svým bratrem do nejbližšího lesa a spolu s dalšími uprchlíky utvořili jádro partyzánské skupiny.
Po válce se Joseph účastnil hledání uprchlých nacistických válečných zločinců a sloužil jako svědek v norimberském procesu. Vrátil se do Polska a podal žádost o vystěhování do Izraele, ale byl odmítnut.
Nicméně roku 1950 pas získal a emigroval do Izraele a okamžitě po příjezdu byl naverbován do izraelské armády. Po skončení služby se oženil a usadil se v tel avivské čtvrti Jad Elijahu.
V průběhu let Serchuk několikrát odjížděl do Evropy vypovídat u soudních procesů s nacistickými válečnými zločinci. U jednoho případu, konkrétně se jednalo o proces s oberscharführerem Hugem Raschendorferem, byl dokonce jediný svědek obžaloby. Po Raschendorferově odsouzení na doživotí, byl Serchuk oddělením izraelské policie pro vyšetřování nacistických zločinů oceněn zvláštní cenou.
V roce 1967 obdržel od izraelského premiéra Leviho Eškola Medaili bojovníků proti nacistům.
Serchuk zemřel roku 1993 v Tel Avivu ve věku 74 let. Byl ženatý a zanechal devět dětí a více než sto vnuků a pravnuků.